# Simon van Leeuwen
Pour les articles homonymes, voir Van Leeuwen.
Simon van Leeuwen, né à Leyde le 17 octobre 1626 et mort le 14 janvier 1682 à La Haye, est un jurisconsulte hollandais.

## Biographie
Il étudie la littérature et le droit à l'Université de Leyde et obtient son doctorat en droit le 23 septembre 1649. Le 4 novembre de la même année, il prête serment en tant qu'avocat à La Haye, où il plaide devant la Cour de Hollande et la Cour suprême de Hollande, de Zélande et de Frise occidentale.
Après avoir été nommé secrétaire du manoir de Zoeterwoude, il commence à travailler comme avocat à Leyde où il est élu capitaine de la milice en 1669 et membre du conseil en 1670. Il ne lui est pas possible d'être élu échevin à cause de ses préférences politiques. En raison de son attitude pro-stathouder au cours de l'année désastreuse de 1672, il perd son crédit auprès des régents de Leyde. Après la fin de la première ère sans stathouder en 1672, il ne peut pas non plus compter sur le soutien du prince, en raison de son association avec Pieter de la Court, critique du stathouder et auteur de pamphlets anti-orangistes.
A la fin de sa vie, en 1681, Van Leeuwen est nommé greffier adjoint à la Cour suprême des Pays-Bas. Il meurt le 14 janvier 1682.

## Publications
- 1652 : Paratitula iuris novissimi
- 1657 : Notarius publicus, dat is, de practycke ende oeffeninge der notarissen
- 1664 : Het Rooms-Hollands-Regt
- 1666 : Manier van procederen in civile en criminele saaken
- 1672 : Korte besgryving van het Lugdunum Batavorum nu Leyden, Leyde
- 1677 : Proces Crimineel
- 1678 : Censura Forensis theoretico-practica
- 1685 : Batavia Illustrata